# Smith & Wesson Model 1

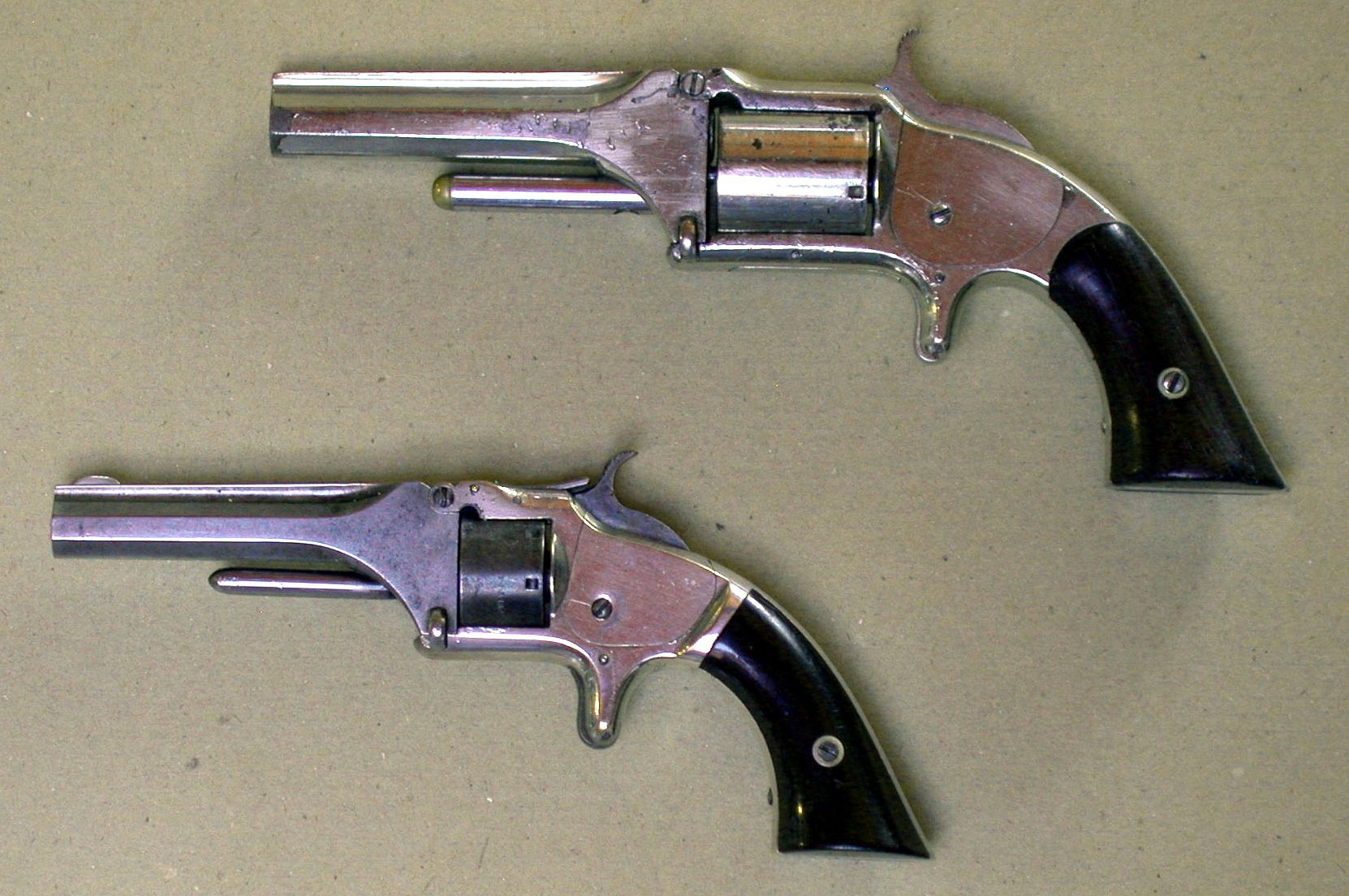
Exemplares do S&W Model Model 1, diferentes "edições" (patentes).

O Smith & Wesson Model 1, foi a primeira arma de fogo fabricada pela Smith & Wesson, sua produção perdurou de 1857 a 1882. Ele foi o primeiro revólver comercialmente bem sucedido a usar cartuchos de fogo circular integrados em vez de pólvora e balas separadas com espoletas de percussão como nos mosquetes. Ele era um revólver de ação simples, do tipo "tip-up" (o cano dobrava para cima exibindo o tambor para recarregar), e admitia sete cartuchos .22 Short.

## Histórico

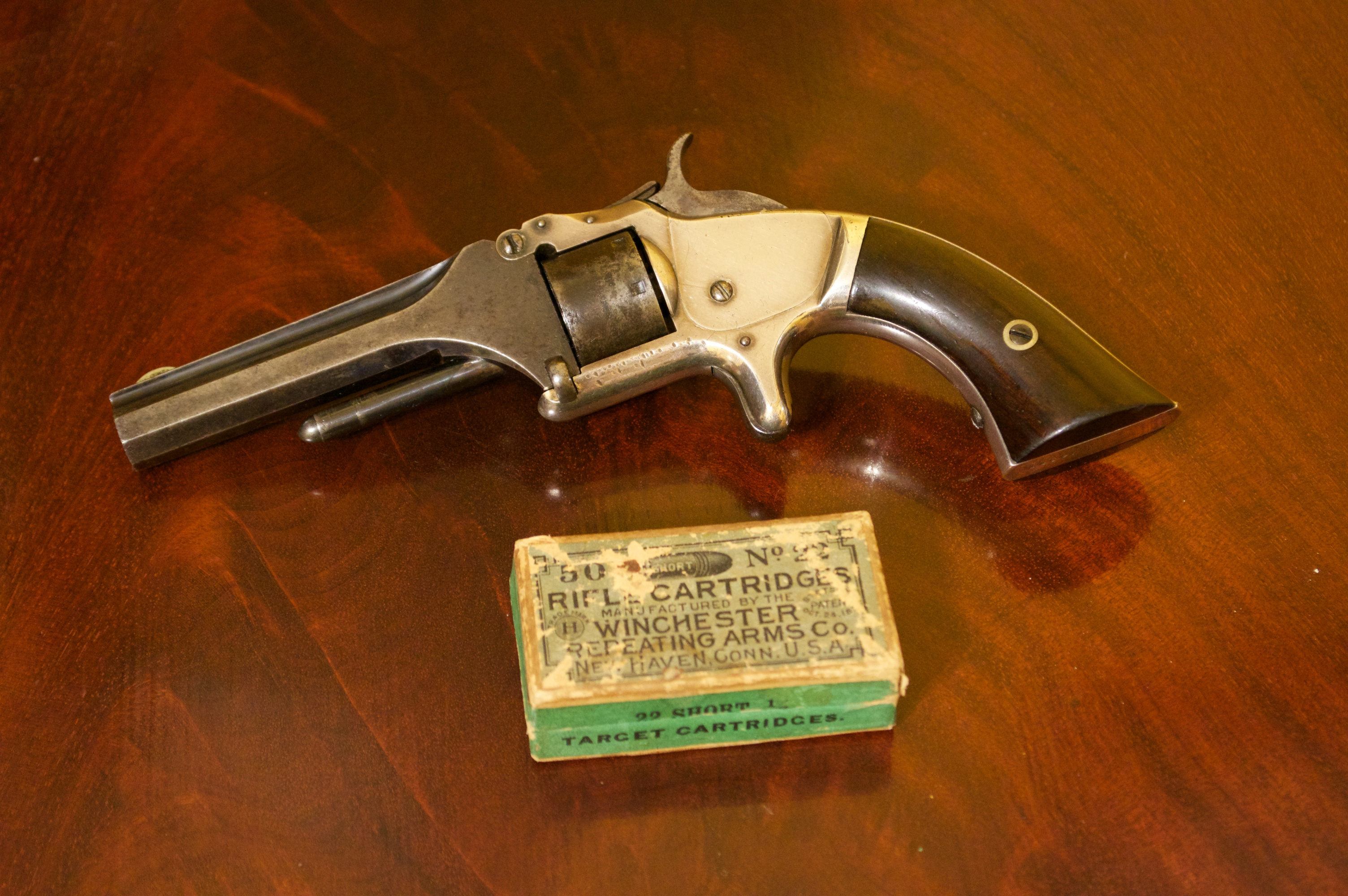
Um S&W Model Model 1 com uma
caixa da munição .22 Short.

Como a patente sobre o revólver de Samuel Colt estava para vencer em 1856, Horace Smith e Daniel B. Wesson estavam desenvolvendo um protótipo de revólver para cartuchos metálicos. ]quando eles descobriram que um antigo empregado da Colt, chamado Rollin White, tinha uma patente para um cilindro com "câmaras transpassadas", um componente necessário para sua nova invenção, eles procuraram White para produzir uma nova combinação de revólver e cartucho.
Em vez de propor a White uma sociedade na sua companhia, Smith e Wesson pagaram a ele um "royalty" de $0,25 por cada "Model 1" que eles fabricassem. Seria responsabilidade de White defender sua patente em qualquer caso jurídico, o que eventualmente o levou à ruína financeira, mas foi muito vantajoso para a nova Smith & Wesson Company.

## Variantes
O S&W Model Model 1 teve três "edições" (issues), cada uma introduzindo significativas mudanças técnicas.

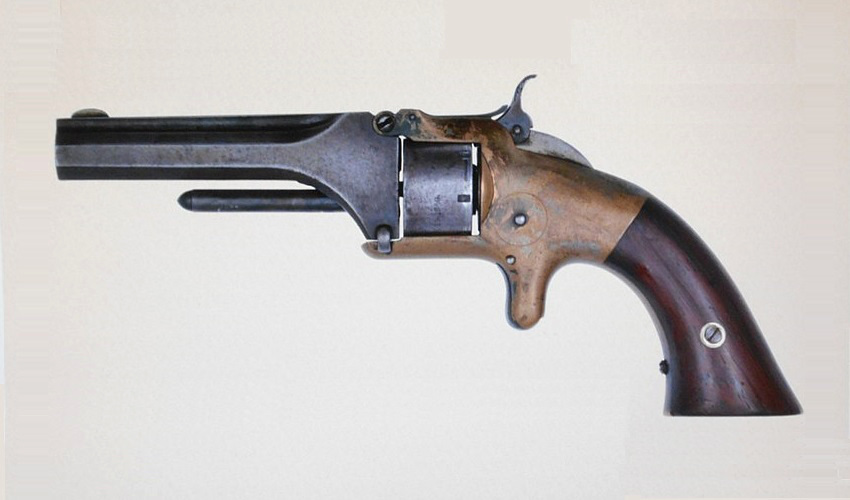
Um S&W Model Model 1, 1ª Edição.

### 1ª Edição
A 1ª edição do Model 1 foi o primeiro (e menor) lote de produção, com aproximadamente 12.000 unidades produzidas por um período de três anos. As características que identificam a "1st issue", são: a empunhadura plana e quadrada (também usada na 2ª edição), a pequena placa arredondada lateral, a aparência arredondada do corpo entre a parte traseira do cilindro e a empunhadura, um cão dividido e articulado, e a trava de cano plana.
Existem seis variantes conhecidas do Model 1, identificadas originalmente num artgo de John Kountz na edição de abril de 1959 da revista "The Gun Report". Nesse artigo, Kountz destacou diferenças específicas no escudo de recuo, na trava do cano, no estriamento, e outras diferenças menores.

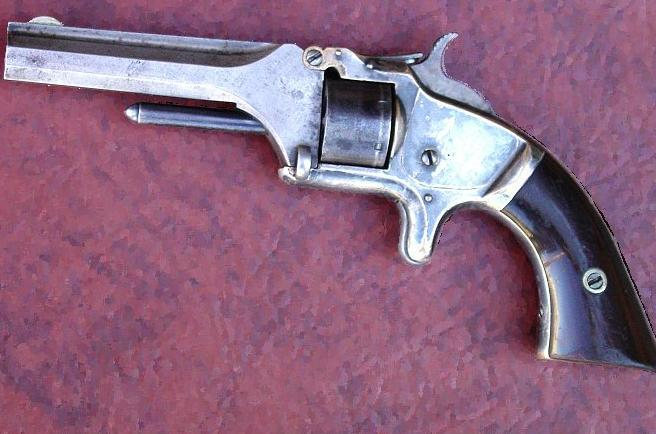
Um S&W Model Model 1, 2ª Edição.

Números de série foram atribuídos sequencialmente para a 1ª edição do Model 1, variando de 1 até aproximadamente 12.000.

### 2ª Edição
A 2ª edição do Model 1 era bem similar à primeira, com algumas diferenças evidentes. A placa lateral era muito maior e de formato irregular. O corpo era mais plano, para aumentar a eficiência na fabricação, e o cão era feito em uma única peça. A "2nd Issue" continuava tendo a empunhadura plana, quadrada e de cantos retos, cano octogonal do tipo "tip-up" (dobrando para cima), mas apesar disso, num exame rápido as duas edições poderiam ser confundidas.

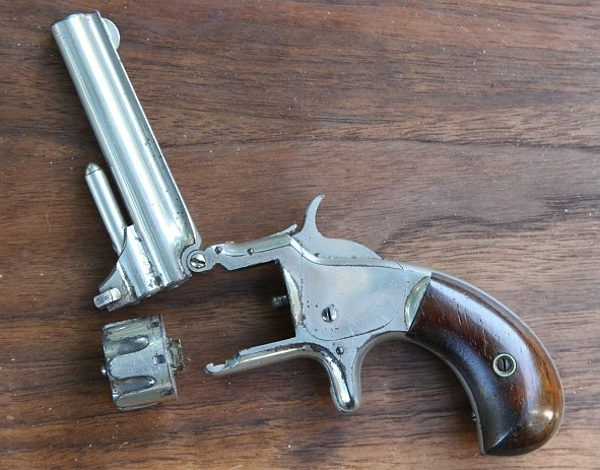
Um S&W Model Model 1, 3ª Edição.

Foram produzidas cerca de 110.000 unidades da 2ª edição entre 1860 e 1868, sendo atribuídos números de série entre 12.000 e 120.000 aproximadamente.

### 3ª Edição
A 3ª edição do Model 1 representou uma mudança considerável no desenho do Model 1, com um cilindro chanfrado externamente entre as câmaras, um cano redondo, e uma empunhadura arredondada estilo "cabeça de passarinho". Os acabamentos eram: niquelado; aço temperado azulado e "half plate", uma mescla dos dois, além disso, haviam duas opções de tamanho de cano. As variantes incluem alças de mira de perfil retangular ou triangular, que se alternaram por volta do número de série 9.500. As armas da "3rd Issue" foram produzidas entre 1868 e 1882 com números de série variando entre 1 e 131.000 aproximadamente.

## Popularidade

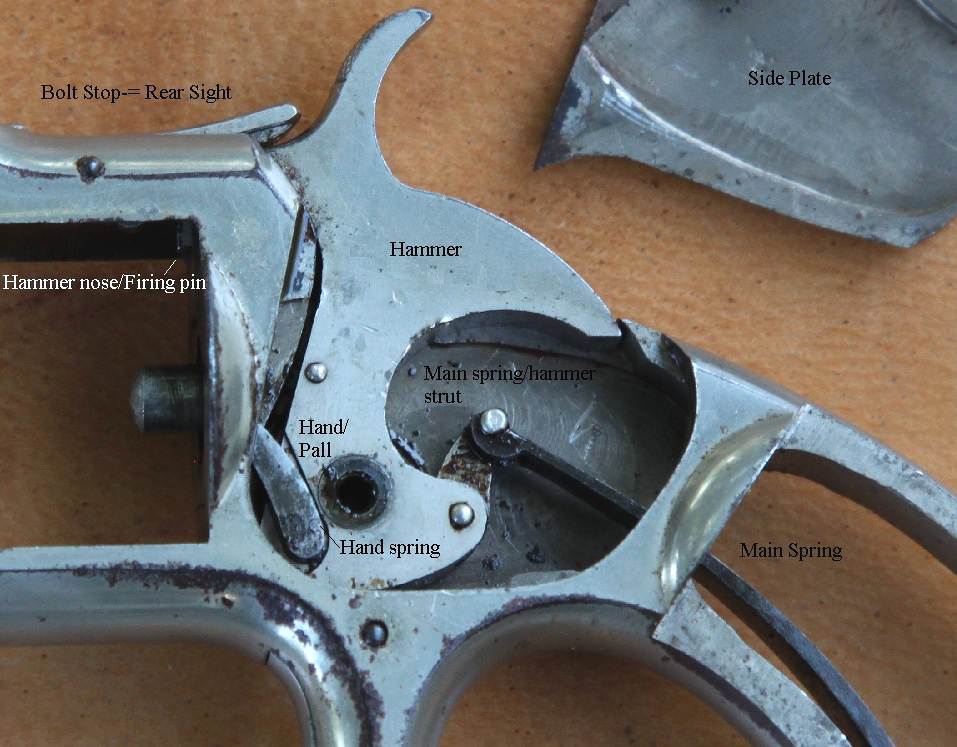
Detalhe do mecanismo de um S&W Model 1.

O Model 1 estava sob grande demanda popular com o início da Guerra Civil Americana, pois soldados de todas as patentes em ambos os lados fizeram compras privadas do revólver para defesa pessoal. A demanda chegou a tal ponto que ultrapassou a capacidade de produção da fábrica, forçando a Smith & Wesson a se expandir para um novo local, e iniciar experiências com um novo desenho de cartucho mais adequado que o .22 Short em 1860.
Toda essa demanda, levou a numerosas imitações e infrações de patentes por outros fabricantes. Rolin White e a S&W entraram com processos de infração de patente contra: Manhattan Firearms Company, Ethan Allen, Merwin & Bray, National Arms Company entre outros. Os tribunais, geralmente permitiam que esses fabricantes continuassem produzindo mediante o pagamento de royalty sobre cada revolver a White. Em alguns casos, a S&W comprou os revólveres de volta para remarcar e vender; esses foram marcados com "APRIL 3 1855" como uma data de patente.